# Srbotina
Srbotina je naseljeno mjesto u općini Foči, Republika Srpska, BiH. Popisana su kao samostalno naselje na popisu 1961., a na kasnijim popisima ne pojavljuje se, jer je 1962. pripojena Kozjoj Luci (Sl.list NRBiH, br.47/62). Sjeveroistočno je Marevo, jugozapadno su Anđelije i Jasenovo, južno su Budanj i rudnici, Daničići jugoistočno.

## Stanovništvo
| Narod     | Popis 1961. |
| --------- | ----------- |
| Hrvati    |             |
| Muslimani | 57          |
| Srbi      | 52          |
| ostali    | 1           |
| Ukupno    | 110         |